# Фінал Кубка Іспанії з футболу 2018
Фінал Кубка Іспанії з футболу 2018 — футбольний матч, що відбувся 21 квітня 2018. У ньому визначився 116 переможець кубку Іспанії. Вчетверте поспіль та втридцяте у своїй історії стала «Барселона».

## Передмова
Для «Барселони» це вже 39-й фінал і за цим показником вона зрівнялась із мадридським «Реалом». Каталонці є чинним володарем кубку, а матч проти «Севільї» п'ятий фінал поспіль для «синьо-гранатових».

## Шлях до фіналу
| «Севілья»         | «Севілья» | «Севілья»               | Раунд       | «Барселона» | «Барселона» | «Барселона»             |
| ----------------- | --------- | ----------------------- | ----------- | ----------- | ----------- | ----------------------- |
| Суперник          | Результат | Рахунки                 |             | Суперник    | Результат   | Рахунки                 |
| Картахена         | 7–0       | 3–0 в гостях; 4–0 вдома | 1/16 фіналу | Реал Мурсія | 8–0         | 3–0 в гостях; 5–0 вдома |
| Кадіс             | 4–1       | 2–0 в гостях; 2–1 вдома | 1/8 фіналу  | Сельта      | 6–1         | 1–1 в гостях; 5–0 вдома |
| Атлетіко (Мадрид) | 5–2       | 2–1 в гостях; 3–1 вдома | 1/4 фіналу  | Еспаньйол   | 2–1         | 0–1 в гостях; 2–0 вдома |
| Леганес           | 3–1       | 1–1 в гостях; 2–0 вдома | Півфінали   | Валенсія    | 3–0         | 1–0 вдома; 2–0 в гостях |

## Подробиці
| 21 квітня 2018 22:30 (EEST) |

| Севілья | 0:5      | Барселона                                                  |
| ------- | -------- | ---------------------------------------------------------- |
|         | Протокол | Суарес 14', 40' Мессі 31' Іньєста 52' Коутіньйо 69' (пен.) |

| Ванда Метрополітано, Мадрид Глядачів: 67 500 Арбітр: Хесус Хіль Мансано |

| Севілья | Барселона |

| В                 | 13 | Давід Сорія        |     |     |
| З                 | 16 | Хесус Навас        |     |     |
| З                 | 25 | Габріель Меркадо   | 34' |     |
| З                 | 5  | Клеман Лангле      |     |     |
| З                 | 18 | Серхіо Ескудеро () | 38' |     |
| ПЗ                | 15 | Стівен Н'Зонзі     |     |     |
| ПЗ                | 10 | Евер Банега        |     |     |
| ПЗ                | 17 | Пабло Сарабія      |     | 82' |
| ПЗ                | 22 | Франко Васкес      | 74' | 86' |
| ПЗ                | 11 | Хоакін Корреа      |     | 46' |
| Н                 | 20 | Луїс Мур'єль       |     |     |
| Запасні:          |    |                    |     |     |
| В                 | 1  | Серхіо Ріко        |     |     |
| З                 | 3  | Мігель Лаюн        |     | 82' |
| З                 | 6  | Даніел Каррісу     |     |     |
| ПЗ                | 14 | Гвідо Пісарро      |     |     |
| Н                 | 9  | Віссам Бен Єддер   |     |     |
| Н                 | 23 | Сандро Рамірес     |     | 46' |
| Н                 | 24 | Ноліто             |     | 86' |
| Головний тренер:  |    |                    |     |     |
| Вінченцо Монтелла |    |                    |     |     |

| В                 | 13 | Яспер Сіллессен       |     |     |
| З                 | 20 | Сержі Роберто         |     |     |
| З                 | 3  | Жерард Піке           |     |     |
| З                 | 23 | Самюель Умтіті        |     |     |
| З                 | 18 | Жорді Альба           |     |     |
| ПЗ                | 14 | Філіппе Коутіньйо     |     | 82' |
| ПЗ                | 4  | Іван Ракитич          |     |     |
| ПЗ                | 5  | Серхіо Бускетс        | 74' | 76' |
| ПЗ                | 8  | Андрес Іньєста ()     | 67' | 88' |
| Н                 | 10 | Ліонель Мессі         |     |     |
| Н                 | 9  | Луїс Суарес           |     |     |
| Заміни:           |    |                       |     |     |
| В                 | 1  | Марк-Андре тер Штеген |     |     |
| З                 | 2  | Нелсон Семеду         |     |     |
| З                 | 25 | Томас Вермален        |     |     |
| ПЗ                | 6  | Деніс Суарес          |     | 88' |
| ПЗ                | 15 | Паулінью              |     | 76' |
| Н                 | 11 | Усман Дембеле         |     | 82' |
| Н                 | 17 | Франсіско Алькасер    |     |     |
| Головний тренер:  |    |                       |     |     |
| Ернесто Вальверде |    |                       |     |     |